# The Anime Encyclopedia
The Anime Encyclopedia: A Guide to Japanese Animation Since 1917 (с англ. — «Энциклопедия аниме: Руководство о японской анимации с 1917 года») — энциклопедия 2001 года, написанная Джонатаном Клементсом и Хелен Маккарти. Она включает записи о большинстве известных аниме, вышедших с 1917 года, а также о заметных людях в индустрии.

## Публикация
Изначально энциклопедия была опубликована в 2001 году издательством Stone Bridge Press в США, в 2006 году вышло «пересмотренное и расширенное» (англ. revised and expanded) издание. В Великобритании она печатается издательством Titan Books. Третье издание вышло 16 декабря 2014 года с новым подзаголовком как The Anime Encyclopedia: A Century of Japanese Animation (с англ. — «Энциклопедия аниме: Век японской анимации»), а 9 февраля 2015 года — его цифровая версия. В этом издании появилось порядка 1000 новых записей, особенно об аниме, вышедших за 6 лет после предыдущего.
Каждая запись в энциклопедии включает название произведения, год выхода, информацию о режиссёре, сценаристе, продюсере, композиторе, студии и количество серий. Каждая запись пересказывает, о чем это аниме, иногда очень кратко, а иногда — в деталях и подробностях, почему аниме сыграло важную роль в истории/его стоит смотреть.

## Критика
Джордж Филлипс в обзоре для Anime News Network хвалит книгу за «глубокий анализ некоторых крупных серий, и рассмотрение сотен сериалов, о которых редко (если вообще) слышали на Западе», но критикует за записи, которые оказываются совсем не под теми названиями, под которыми их ожидаешь найти. Фред Паттен (Animation World Network) хвалит книгу за то, что она стала толще на 300 страниц во втором издании по сравнению с оригиналом, а также за то, что она создана для разного вида читателей: как экспертов, так и просто фанатов аниме. Ридван Хан (Animefringe) отметил, что записи в энциклопедии кратко описывают сюжет, высказывают мнение и часто говорят о различных интересных моментах, включая названия схожих аниме или исторические корни. Иконки отмечают наличие нецензурной лексики, наготы или жестокости, что является полезным для многих, включая библиотекарей и родителей. Патрик Масиас (The Japan Times) отмечает, что «хотя знание японской культуры Маккарти и Клеменсом, как высокой, так и низкой, впечатляет, авторы иногда спотыкаются, когда выходят за пределы своих областей знаний». Валери Макэван хвалит книгу, говоря «только самый пылкий поклонник аниме сможет придраться к отсутствию деталей. [Энциклопедию] легко использовать, есть полный индекс и перекрестные ссылки с названиями на японском и английском». Сара (Anime UK News) критикует книгу, отмечая, что описания могут отражать личные предпочтения авторов, которые не всегда будут совпадать с читательскими. Даника Девидсон (Otaku USA) отмечает, что даже самые большие отаку узнают что-нибудь новое, а родители, учителя и библиотекари обязательно найдут её полезной. Цифровая версия третьего издания стала еще удобней благодаря гиперссылкам на официальные страницы или даже форумы в сети.